# Турецька військова академія

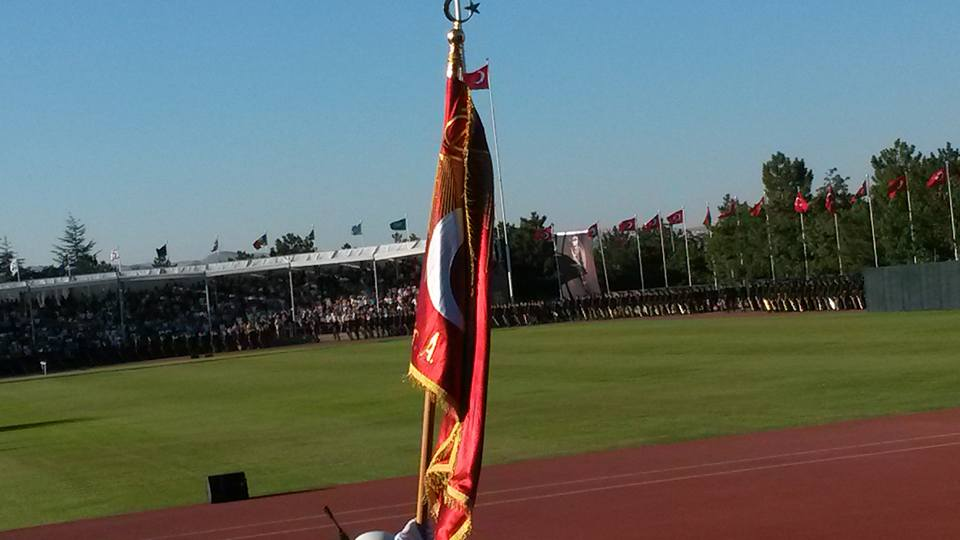
Санджак (прапор) Турецької військової академії

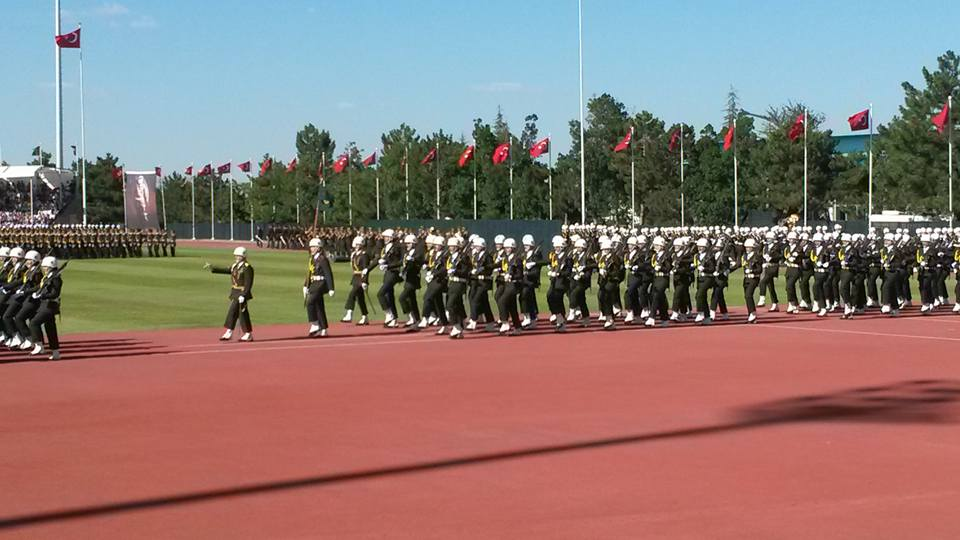
Церемонія вручення дипломів

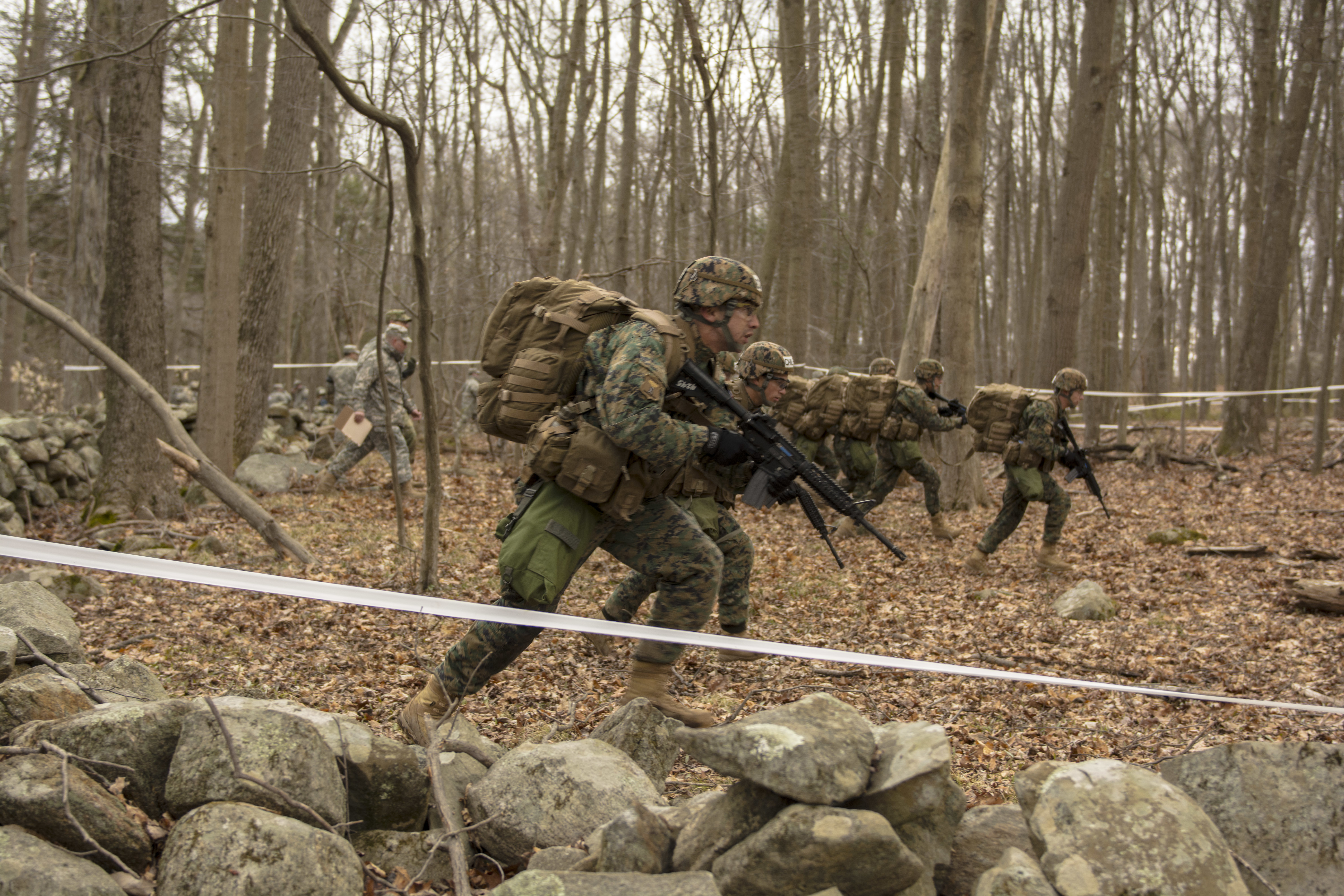
Курсанти Турецької військової академії на військовій підготовці у Вест -Пойнті

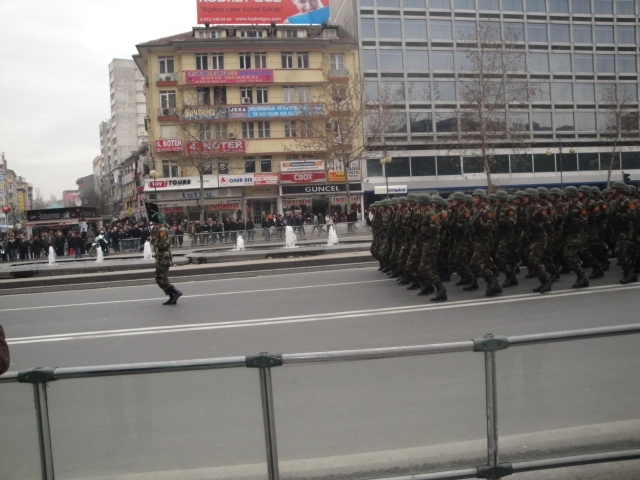
Військовий парад курсантів Турецької військової академії, Кизилай

Турецька військова академія (тур. Kara Harp Okulu) — чотирирічна спільна навчальна військова академія, яка є частиною Національного університету оборони. Розташована в центрі Анкари, Туреччина. Головна місія — розвивати курсантів розумово і фізично для служби в якості офіцерів турецької армії. Після спроби державного перевороту в Туреччині Військова академія (разом з Військово-морською академією, Академією ВПС та усіма іншими військовими навчальними закладами) увійшла до складу нового Національного університету оборони, який формується при Міністерстві національної оборони.

## Історія
У 1820-х роках османський султан Махмуд II визнав необхідність модернізації армії Османської імперії. Він розпустив яничарів у 1826 р.,і заснував у Константинополі у 1834 р. Військову академію «Мектеб-і Фюнун-у Харбійє-і-Шахане» , яка мала навчати сучасних методів та стратегій війни та присвятити себе військовим дослідженням. Перші випускники залишили академію в 1841 р. Після створення військових шкіл у 1845 р. Академія стала середньою школою та готувала офіцерів на чотирирічних курсах. До 1908 року тут в основному готувалися офіцери артилерії та кавалерії.
Раніше в Едірні, Манастирі, Ерзінджані, Дамаску та Багдаді існували інші військові академії, але через деякий час вони були закриті. Таким чином, залишилася лише Військова академія в Константинополі (Стамбул). З 1883 по 1885 рік прусський військовий теоретик Кольмар фон дер Гольц реорганізував Османську військову академію за прусським зразком. До Першої світової війни тут викладали інші німецькі інструктори, в тому числі Отто фон Лоссоу .
Мустафа Кемаль Ататюрк — засновник турецької держави, був кращим випускником Манастирського військового училища в грудні 1898 року. 13 березня 1899 року він теж вступив до цієї Військової академії.
Під час Визвольної війни Туреччини академія розпочала заняття 1 липня 1920 року навчанням та підготовкою офіцерів для сучасної Туреччини в Анкарі. Перші випускники залишили академію 1 листопада 1920 р. після Лозаннського договору академію переселили до Стамбула.
25 вересня 1936 року Академія повернулася до Анкари в нову будівлю. Курси, які раніше діяли як дворічні, були продовжені на один рік у 1948 році. У 1963 році термін навчання скоротився до двох років, у 1971 році термін навчання був збільшений до трьох років, а в 1974 році остаточно збільшено до чотирьох років.
З 1974 по 1991 рік академія пропонувала ступінь бакалавра в галузі машинобудування, цивільного будівництва, електротехніки та адміністрації/менеджменту. На початку 1990 -х років відбулися зміни, і основна увага була зосереджена на навчанні в галузі системної інженерії. Перші випускники залишили академію в 1994 році. З Законом про армію для військових академій, який був прийнятий Національними Зборами Туреччини 11 травня 2000 року, Академія стала вищим навчальним закладом, і отримала університетську структуру.
З 2012/13 навчального року студенти можуть, окрім військового диплома та наукових ступенів, навчатись на бакалаврській галузі у галузях промислового та заводського будівництва, державного управління, ділового адміністрування, інженерії, будівництва, електротехніки, міжнародних відносин, інформатики, інженерії, соціології та геодезичних технологічних знань. Кількість країн, курсанти яких навчаються у військовій академії, продовжує зростати. Окрім країн походження, вперше представлених у цьому відомому закладі, молодь з Афганістану, Албанії, Азербайджану, Боснії, Грузії, Казахстану, Киргизії, Південної Кореї, Турецької Республіки Північного Кіпру, Туркменістану та Йорданії. Зростання інтересу іноземних держав до військової академії свідчить про те, що вона все частіше розглядається як одна з перших адрес серед міжнародних академій, які готують офіцерів.

## Процес вступу
Одночасно близько 4000 курсантів відвідують Турецьку військову академію. Щоб вступити до академії, майбутні курсанти повинні закінчити середню школу, а потім скласти необхідні іспити та різні тести. Приймаються лише студенти, які мають потенціал стати офіцерами. Академія є єдиним джерелом підготовки офіцерів турецької армії. Після закінчення навчання курсанти повинні відслужити 15 років.
Навчання в академії — 5 років (перший рік — підготовчий клас). Курсанти проходять як академічну, так і військову підготовку в академії. Після закінчення курсанти отримують звання — офіцери сухопутних військ Туреччини, а також отримують диплом бакалавра залежно від академічної освіти в академії.
Військову підготовку проводить кадетський корпус Турецької військової академії. Корпус організований як один полк і чотири батальйони.

## Уніформа
Одяг для курсантів такий самий, як і офіцерська форма турецької армії, за винятком додавання двох золотих шнурів, закріплених петлями праворуч спереду з правого плеча, підвішені на двох металевих шпильках. Одна шпилька довга і символізує мир, а інша коротка і символізує війну. Курсанти відрізняються та організовані за випускним класом, а також за курсантським підрозділом. У своїй класній формі кожен курсант носить на епіляті тонкий золотий злиток за кожен рік навчання в академії. Старші курсанти з чотирма штангами також носять на комірці колір відділення турецької армії, до якого вони прийдуть після закінчення навчання. Наприклад, зелений для піхоти і сірий для броні. До трьох класів носять синій колір на комірі, що означає, що вони ще не вибрали гілку. Курсант також носить ідентифікаційний номер — чотиризначний номер, виданий при вступі до академії. Номер курсанта Ататюрка, 1283, зарезервований і не видається іншому курсанту.

## Кадетський корпус Турецької військової академії
Кадетський корпус Турецької військової академії складається з одного полку та чотирьох батальйонів, названих на честь відомих походів під час війни за незалежність Туреччини (крім Малазгірт). 1 -й батальйон — батальйон Анафарталар, 2 -й — батальйон Думлупінар, 3 -й — батальйон Сакар'я, 4 -й — битва під Манзікертом. Кожен батальйон має окрему будівлю, яка містить ряд приміщень, включаючи казарми, їдальні, класи, кімнати для відпочинку та кабінети. Кадетський полк має кадетський ланцюг управління, який обертається протягом навчального року. Кадетський полк також має ланцюжок командних офіцерів регулярної армії, які виконують наставницьку та керівну роль.

## Відомі випускники
- Мустафа Кемаль Ататюрк, засновник і перший президент Туреччини.
- Кенан Еврен, генерал і сьомий президент Турецької Республіки.
- Hüseyin Kıvrıkoğlu, колишній генерал і начальник Генерального штабу між 1998 та 2002 роками.
- Саліх Зекі Чолак генерал і з 2015 року головнокомандувач Сухопутних військ.
- Хулусі Акар, командувач армією та начальник Генерального штабу з 2015 року.

## Інші військові академії
- Османський військовий коледж (Еркян-Харбіє Мектебі), який готував рядових офіцерів стати офіцерами штабу,
- Коледж збройних сил (Академіці Сілахлі Кувветлера/Енстітюс Мюстерек Арфа)
- Національний коледж безпеки (Milli Güvenlik Akademisi/Milli Savunma ve Güvenlik Enstitüsü), який відвідують цивільні студенти (керівники державних органів високого рівня) разом з офіцерами високого рівня.